# لاتینو ثیتر
شرکت لاتینو ثیتر(به انگلیسی: Latino Theater Company) از ۲۳ سال پیش در لس آنجلس به تولید آثار نمایشنامه‌ای اشتغال دارد. این شرکت در سال ۱۹۸۵ به وسیلهٔ خوزه لوییس والنزوئلا که هم‌اکنون مدیر هنری این شرکت می‌باشد زیر چتر کانون تئاتر لس آنجلس در آن زمان با نام لاتینو ثیتر لب بنیان گذاشته شد. برخی از تولیدات این شرکت عبارتند از: ۲۹ام اوت، عروسی سنگ، خروس‌ها، قول.